# Georg Haberhauer
Georg Franz Haberhauer (* 1. Oktober 1969 in Klagenfurt; † 14. Juli 2016 in Wien) war ein österreichischer Chemiker und Hochschullehrer an der Universität für Bodenkultur Wien (BOKU) und an der Technischen Universität Wien (TU).

## Leben
Georg Haberhauer wurde am 1. Oktober 1969 in Klagenfurt als Sohn von Franz und Heidrun Haberhauer geboren. Von 1975 bis 1979 besuchte er die Volksschule Hörzendorf in St. Veit an der Glan und wechselte daraufhin im Jahre 1979 ans Bundesgymnasium I am Völkermarkter Ring in seiner Geburtsstadt Klagenfurt. Nach seinem dortigen Abschluss im Jahre 1987 begann er umgehend ein Diplomstudium der Technischen Chemie im Studienzweig Organische Chemie an der Technischen Universität Wien, das er nach neun Semestern am 28. November 1991 abschloss. In weiterer Folge begann er sein Doktoratsstudium, das er im Jahre 1994 mit einer Dissertation mit ausgezeichnetem Erfolg im pharmazeutischen Bereich abschloss und zum Doktor der technischen Wissenschaften an der Technischen Universität Wien promovierte. Seine Dissertation führte zu einer Patentanmeldung. Danach leistete er im Jahre 1995 seinen Grundwehrdienst beim österreichischen Bundesheer ab und begann, nachdem er vom Ökologen und Bodenkundler Martin Gerzabek nach Österreich zurückgeholt wurde, eine Tätigkeit als wissenschaftlicher Mitarbeiter, später Projektleiter und daraufhin Arbeitsgruppenleiter im Forschungszentrum Seibersdorf. Bereits davor war er von 1991 bis 1992 Studien- bzw. Vertragsassistent am Institut für Organische Chemie an der TU Wien und zeitweilig in den Jahren 1992 bis 1995 wissenschaftlicher Mitarbeiter am Institut für Pharmazeutische Chemie der Johann Wolfgang Goethe-Universität Frankfurt am Main in Deutschland.
In Seibersdorf arbeitete er als organischer Chemiker auf dem Gebiet der Humuschemie und war dabei vor allem im Methodenbereich tätig. Nach seinem raschen Werdegang in Seibersdorf, von wo aus er auch an Forschungsaufenthalten in Neapel und der University of California, San Diego teilnahm, machte er im Jahre 2003 einen kurzen Ausflug in die Privatwirtschaft. Bereits im Jahr zuvor hatte er parallel zu seiner Tätigkeit im Forschungszentrum seine Habilitation (Universitätsdozent) für das Fach Analytische Chemie an der TU Wien abschließen und begann zusätzlich in diesem Jahr ein MBA-Studium an der Webster University Vienna. Sein bereits erwähnter Abstecher in die Privatwirtschaft führte ihn zum Österreich-Standort von Baxter International, wo er als Manager und Abteilungsleiter in Erscheinung trat. Nach der Wahl von Martin Gerzabek zum Vizerektor für Forschung an der Universität für Bodenkultur Wien (BOKU) wurde eine leitende Position in Seibersdorf frei. Haberhauer besetzte diese nach Empfehlung Gerzabeks nach und trat als Bereichsleiter im Bereich Biogenetics und Prokurist bei der ARC Seibersdorf research GmbH in Erscheinung. Während dieser Zeit schloss er im Jahre 2005 auch sein MBA-Studium an der Webster University in Wien erfolgreich ab. Seine Managementfähigkeiten bildete er in den Jahren 2008 und 2009 durch die Teilnahme an Programmen an der Insead in Fontainebleau und an der MIT Sloan in Boston, Massachusetts weiter.
Von 2006 bis 2008 trat er als Mitglied der Geschäftsleitung und als Prokurist der Austrian Research Centers GmbH, so die neue Firmenbezeichnung ab 2006, und Leiter des Geschäftsbereiches Health Technologies in Erscheinung. Nach einer abermaligen Änderungen der Firmenbezeichnung auf Austrian Institute of Technology (AIT) trat er als deren Prokurist und Head of Department Health and Environment auf. Als solcher hatte er vor allem die strategische Ausrichtung, operative Umsetzung und Steuerung des Departments mit rund 200 Mitarbeitern über. Im Jahre 2010 wechselte Haberhauer auf eine weitere Empfehlung Gerzabeks an die Universität für Bodenkultur Wien und trat ab 1. Februar 2010 als Vizerektor für Personal und Organisationsentwicklung in Erscheinung. Am 19. Mai 2015 wurde ihm „für seine Lehrtätigkeit und seine Forschungsarbeit im Bereich der Analytischen Chemie mit dem Schwerpunkt Umweltchemie“ vom damaligen Bundespräsidenten Heinz Fischer auf Antrag der TU Wien der Berufstitel Universitätsprofessor verliehen.
Im Laufe seines Lebens veröffentlichte Haberhauer als Autor und Co-Autor 86 Publikationen in Peer-Reviewed-Journalen und wurde laut Google Scholar rund 3200 Mal zitiert, wobei der h-Index 31 beträgt. Des Weiteren war er Lehrender an mehreren Universitäten im In- und Ausland, Betreuer von Diplomarbeiten und Dissertationen, Mitglied in zahlreichen wissenschaftlichen und wirtschaftlichen Gremien, sowie seit dem Jahr 2002 Associate Editor der Zeitschrift Environmental Chemistry Letters. Am 14. Juli 2016 starb Haberhauer 46-jährig in Wien nach kurzer, schwerer Krankheit. Er hinterließ seine Frau, mit der er drei gemeinsame Kinder hatte, sowie seine Eltern.